# هانول
longitudeهانولlatitudeهانول
هانول (به انگلیسی: Hanwell) یک ناحیه در لندن است که در منطقه ایلینگ لندن واقع شده‌است.

## ایستگاه‌های مترو نزدیک
- ایستگاه متروی بوستون منور (خط پیکدیلی)
- ایستگاه ایلینگ برادوی (خط مرکزی متروی لندن، خط ناحیه متروی لندن)
- ایستگاه متروی پریویل (خط مرکزی متروی لندن)
- ایستگاه گرینفورد (خط مرکزی متروی لندن)

## نگارخانه

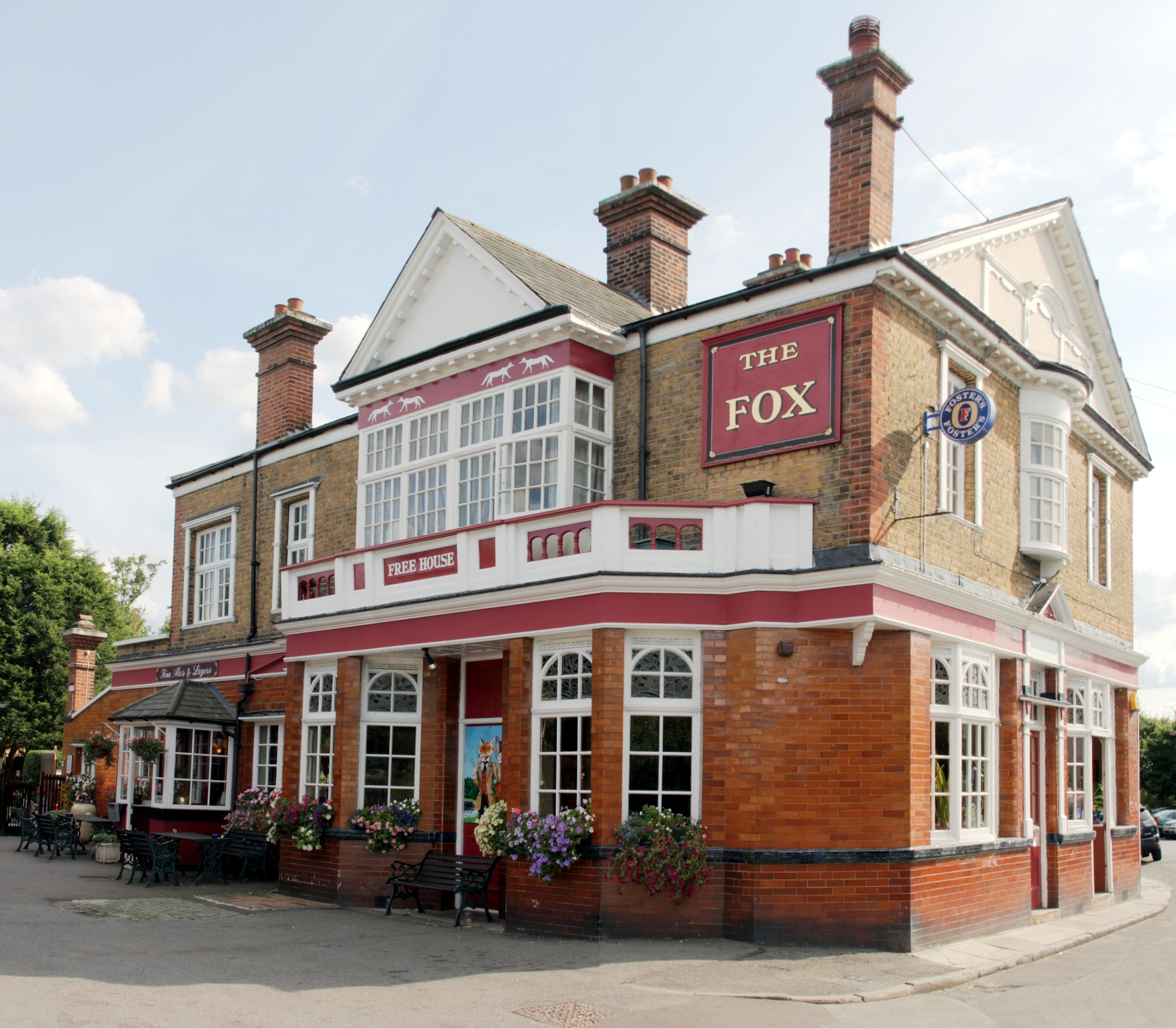
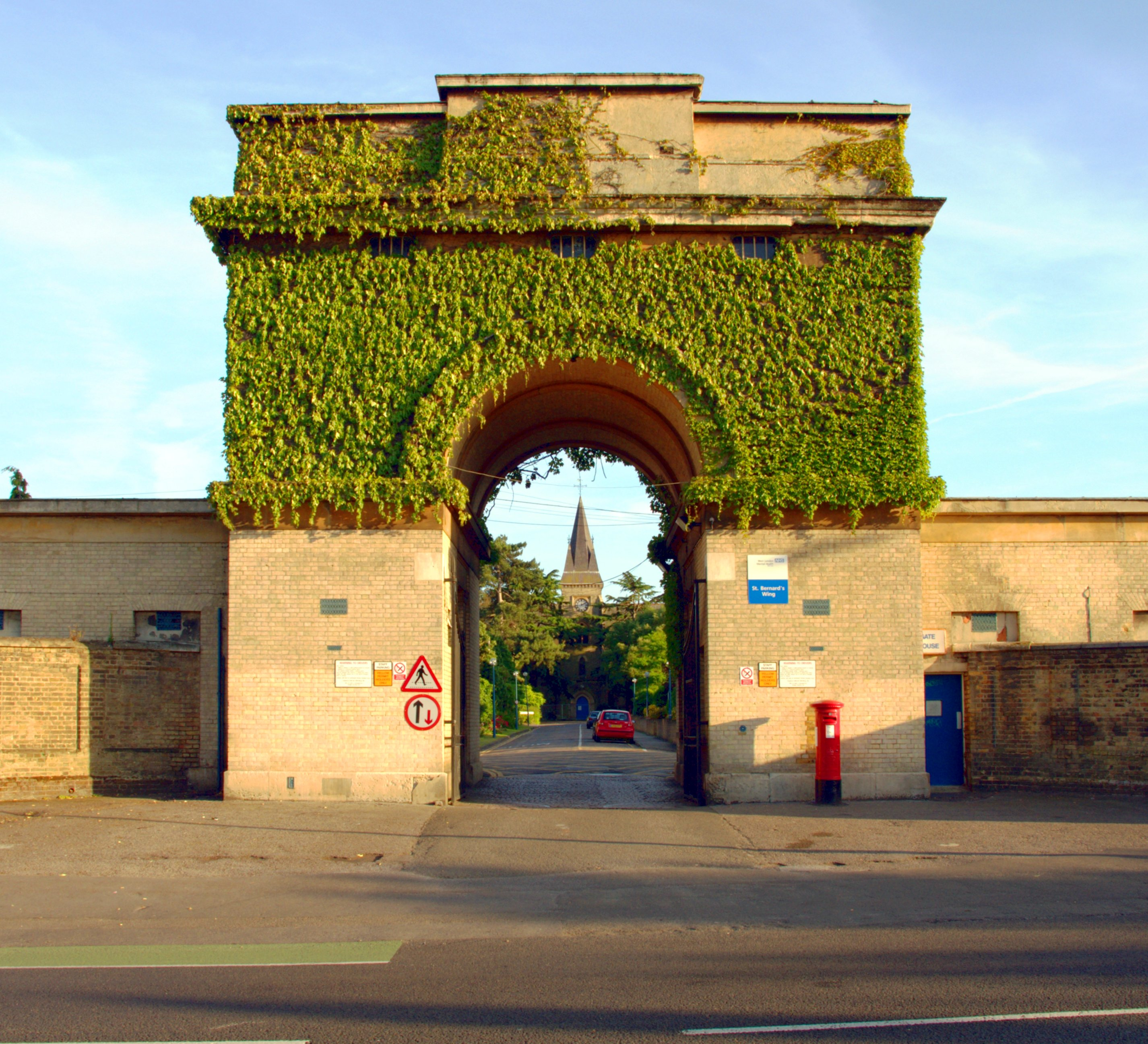
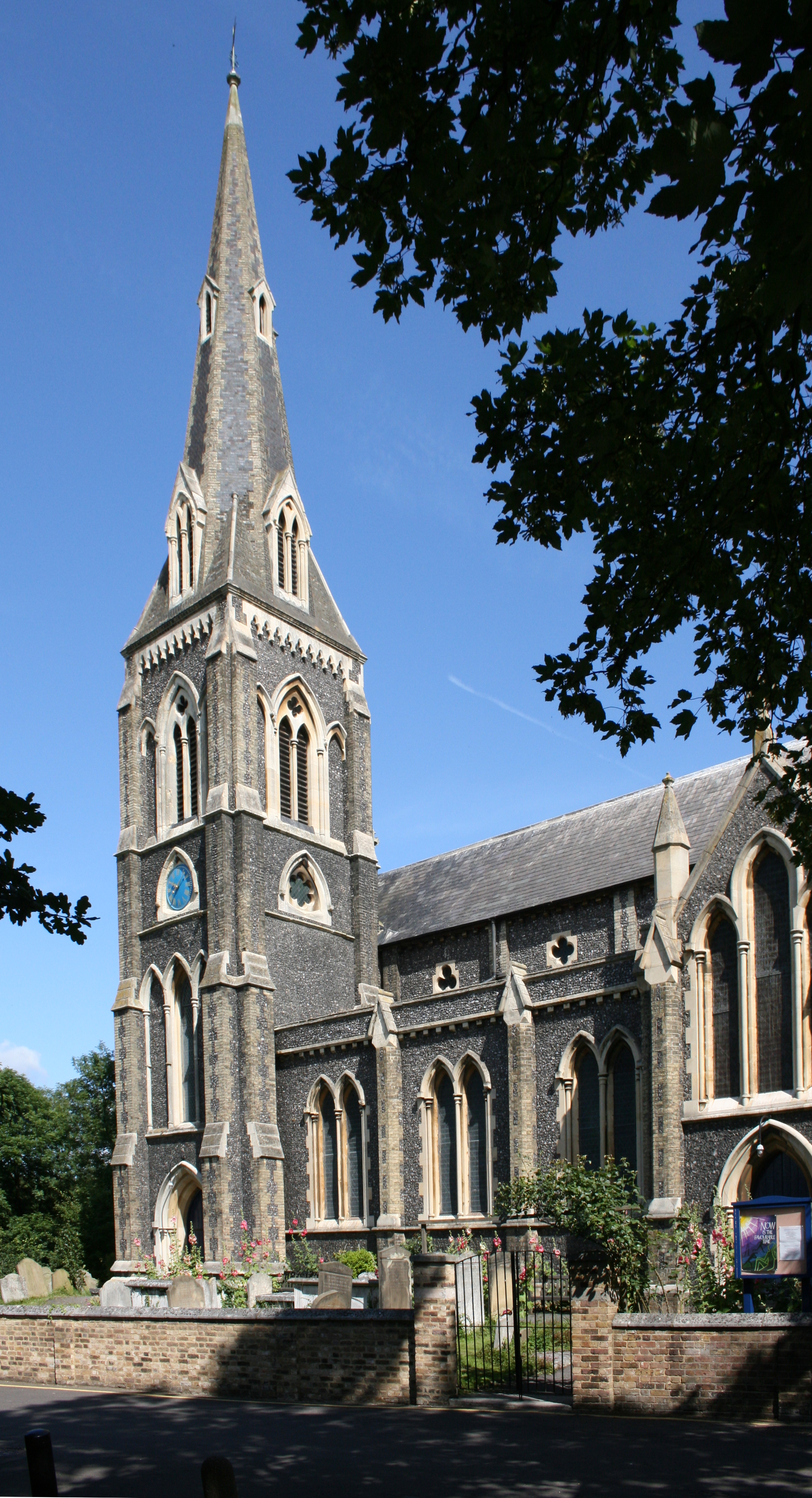
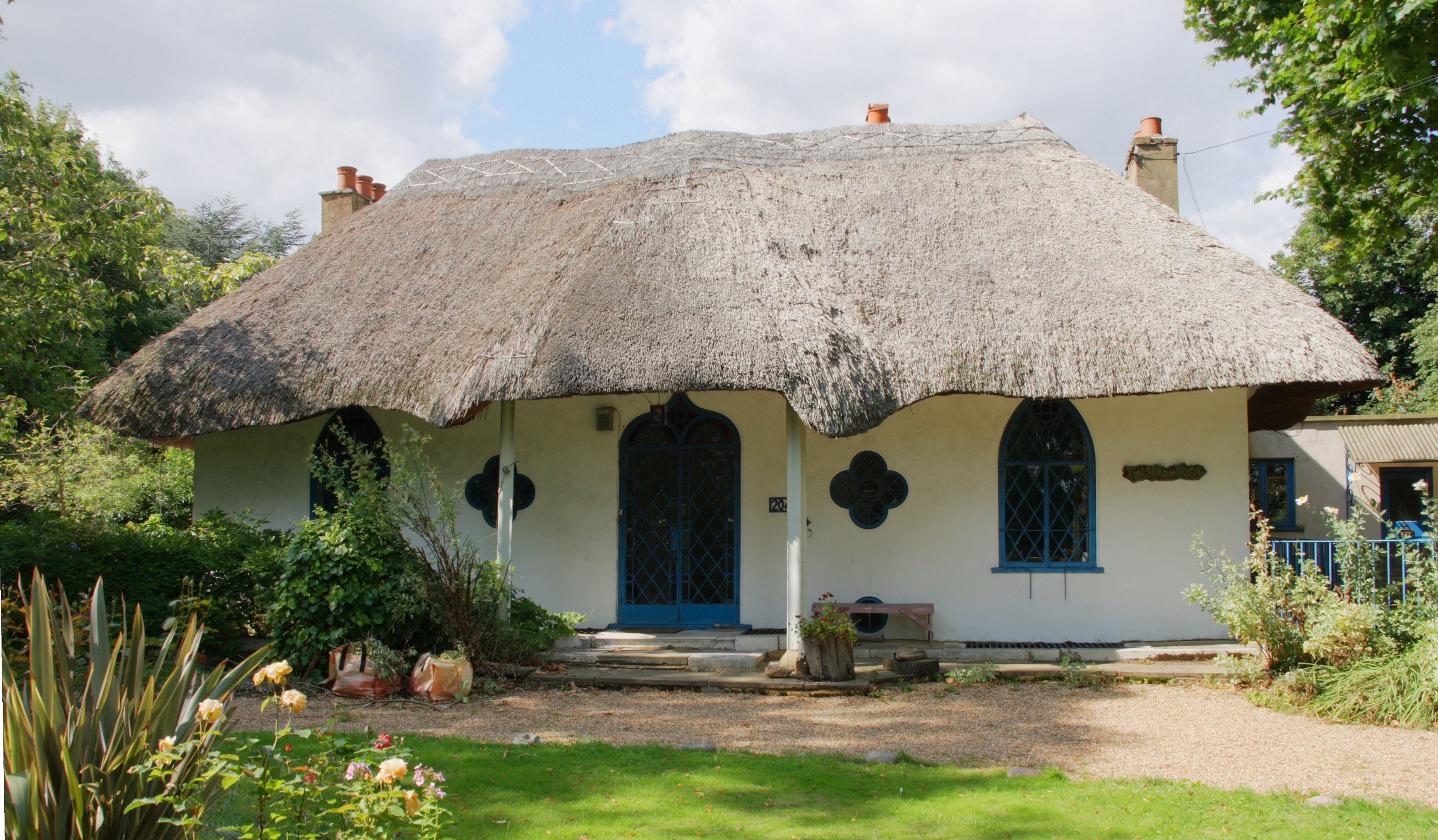
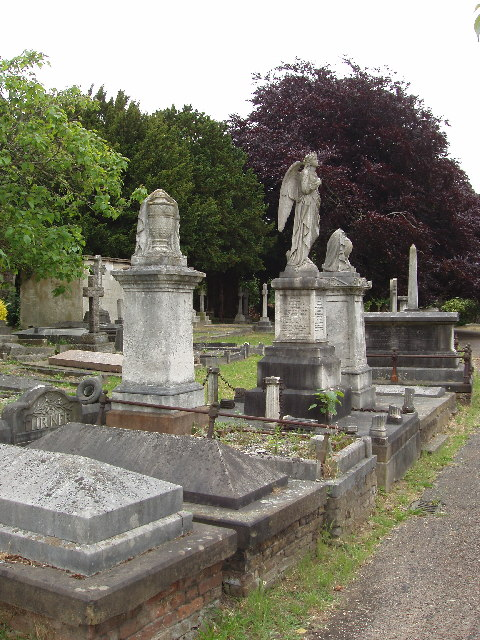